# 劉進圖遇襲事件
2014年2月26日上午，《明報》前總編輯劉進圖在香港西灣河鯉景灣下車時遭到襲擊，背部和腿部被刺傷，身中3刀，劉進圖之後被緊急送院治療。警方隨後將此案定性為「典型的三合會案件」，另外有評論認為此事件有三合會的特色，旨在「恐嚇、警告」，而並非將受害者置於死地。
儘管建制派人士以及警務處長曾偉雄均指此次襲擊與新聞自由無關係，但記者和媒體普遍將此次襲擊視為中國大陸尋求限制香港新聞自由的長期破壞性趨勢的一部分。3月，約8000幾人參加了一場集會，譴責對媒體的暴力和恐嚇行為。同時明報懸賞300萬港元，希望提供線索逮捕兇徒。
最後案中兇徒兩人均被判處19年監禁，2019年上訴時被駁回。

## 背景

### 明報、敏感報道與撤換事件
明報是香港具有公信力、受歡迎的新聞媒體之一，具有自由主義傳統和良好的新聞調查機制。劉進圖則是一位擁有法律深造證書的記者，他從張建波退休後接任香港《明報》總編輯一職。劉進圖在中文大學兼職授課時他的一位同事將他描述為「一個舉止溫和的人，而不是一個激進分子或一個有爭議的人物」。
在劉進圖的領導下，明報繼續堅持自由主義立場。明報曾調查中國民運人士李旺陽的可疑死亡事件，公開反對香港政府提出的德育及國民教育科等政策，並支持香港實行民主改革，當時的明報被視為「敢向中央挺直腰板」的獨立傳媒。同時該明報報導了多起香港的政治醜聞，包括2012年唐英年大宅僭建風波以及涉及梁振英的類似醜聞，關於梁振英僭建的報道更加奪得2012年度香港報業公會「最佳獨家新聞報道」亞軍。明報也曾經與國際調查記者同盟（ICIJ）合作，披露了中共中央領導人和兩萬幾名權貴的海外資產，包括時任中共中央總書記習近平、前國務院總理溫家寶和幾位全國人大代表的親屬，並揭露他們透過開設離岸公司進行逃稅、洗黑錢等財經活動。
2014年1月6日，劉進圖遭到撤換，總編輯一職由一名馬來西亞人鍾天祥接任，而鍾天祥被認為立場上親北京，他曾經為南洋商報前主編，期間大力支持德育及國民教育，劉進圖之後被調職到電子書和教材部門。此決定引起了明報員工的不滿，1月6日當天便有員工穿著站黑衣在辦公室外默哀抗議，四位資深作家提交了空白專欄。明報編輯部員工連署要求報社召開員工大會，說明撤換劉進圖原因，並要求報社承諾編採方針不變，獲200多名員工連署。2月23日，香港記者協會發起「反滅聲」遊行，部分明報員工因為撤換事件而參加遊行。

### 針對非建制派傳媒的暴力與恐嚇
自1990年代以來，針對反對、拒絕與中國政府結盟的記者和媒體的攻擊事件層出不窮。1996年，記者梁天偉被襲擊；1998年，節目主持鄭經翰在上班途中被襲擊，疑似是因為其主持的節目《風波裡的茶杯》經常針對中國政府當局。2013年6月，《陽光時務週刊》出版人陳平在柴灣下班時遭襲擊，前立法會議員毛孟靜猜測此次襲擊事件與該雜誌經常調侃國家領導人、發表敏感內容有關，在同一月的6月19日，民主派媒體蘋果日報的創辦人黎智英的大宅閘門被撞毀，現場遺下一把開山刀及一柄斧頭。6月30日，三名蒙面男子用刀威脅蘋果日報的發行人員焚燒2萬6千份將會在7月1日發行的蘋果日報。
無國界記者組織在2014年發表的全球新聞自由指數報告批評中國損害香港媒體的獨立自主。國際記者聯盟在襲擊事件前發表聲明，表示對於針對香港記者及傳媒發生的暴力襲擊頻率感到擔憂。

### 自我審查及抵制
有評論認為撤換劉進圖並非單一事件，而是中國政府下命令，在加速限制香港新聞自由。人權組織保護記者委員會（CPJ）的報告稱，許多香港和台灣的媒體不願意報導對中國不利的消息，同時說道「新聞界正在承受著中國政府、寡頭以及毆打記者的暴徒帶來的巨大壓力」。種種因素下加劇自我審查的情況，曾經有一名在電視廣播有限公司（TVB）工作的員工對CPJ說，他們越來越少對公司自我審查的情況提出質疑。2014年，香港記協發表調查結果，發現新聞工作者自我審查的情況相當普遍。。中國政府也經常被指責向香港自由派媒體施壓，要求其修改或刪除北京當局不喜歡的報道。
中國大陸企業也經常抵制發佈對北京不利報導的傳媒。劉進圖被撤換幾天後，被認為在中國大陸話題上直言不諱的媒體《AM730》之社長盧覺麟在電台節目表示，開始有中方商業機構抽起廣告，估計「中方可能在各方面傳媒輿論上，要搶回話語權」。在襲擊案發生後，香港民主派媒體蘋果日報被匯豐銀行與渣打銀行抽掉廣告，壹傳媒稱這兩家銀行「是接到了北京的指示」。

## 遇襲
事件中的兩名凶徒（葉劍華及黃志華）由2014年1月底開始跟蹤劉進圖，從而得知劉進圖習慣在西灣河東堤餐廳吃早餐，並各收十萬港幣報酬犯案。兩人在2月偷走1個車牌和1輛電單車，原打算同月25日下手，但劉進圖當天沒有到西灣河，因此推遲1日。
26日早上，兩名凶徒跟隨劉進圖到西灣河。上午10點20分左右，劉進圖將車停在西灣河太康街（三家村碼頭附近）。劉進圖下車的一刻，凶徒（黃志華）突然持刀從後方砍了3刀以上，背部中1刀、腿部中2刀，兇徒施襲後與同夥駕駛電單車揚長而去。劉進圖遇襲之後自行打電話報警，同時躺在地上。
他隨後被送到東區醫院救治，背部一刀斬中肺部導致大量出血，情況危殆。警方到場後封鎖案發現場搜證，向附近商舖查問是否有人目擊過程，查看閉路電視片段；中午12時許，警察機動部隊警員帶上手套在附近進行地氈式搜索。

## 反應
事件發生數小時後明報懸賞一百萬港元追緝兇徒，同時發表聲明譴責，表示「對於有兇徒膽敢在光天化日下，在鬧市持刀襲擊市民，深表憤怒」，其後經讀者捐款，懸賞金額增至300萬港元。
遇襲案發生第二天，至少200人在金鐘政府總部外守夜，譴責襲擊事件及呼籲保護新聞自由。香港報業評議會、香港報業公會、香港新聞工作者聯會、香港記者協會都發出聲明強烈譴責。香港外國記者協會對此事件表示震驚，並敦促政府確保記者的安全、呼籲香港警方盡全力偵破此案，將兇手繩之以法。
2月26日，行政長官梁振英與相關問責官員到東區醫院探望劉進圖，梁振英表示強烈譴責相關暴行，指已經責令警務處長全力緝兇。政務司司長林鄭月娥及保安局局長黎棟國對劉進圖遇襲，表示震驚及憤怒，強烈譴責兇徒暴行。黎棟國指警方高度重視案件，會深入調查。
3月2日，由香港5個新聞團體共同舉辦的「香港新聞界反暴力聯席」發起遊行，呼籲香港政府儘快緝拿真兇，主辦單位最後向香港警方遞交了一份有3萬人簽名的請願書
立法會強烈譴責針對劉進圖的襲擊事件，並敦促警方「全力逮捕襲擊者，盡快將他們繩之以法」。雖然泛民主派試圖在動議和修正案中將這次襲擊與新聞自由聯繫起來，但建制派人士認為，現在斷定這兩個問題之間存在聯繫「還為時過早」。民建聯的葉國謙表示，雖然他私下認為襲擊事件與新聞自由之間存在密切聯繫，但立法者應該謹慎行事，因為調查仍在進行中。譴責暴力攻擊劉進圖的議案獲得一致通過。

### 與ICIJ調查報導的關係
儘管事件中劉進圖遇襲的原因仍然未知，但是有時事評論員及報導推測與國際調查記者同盟和明報共同進行的調查報導有關。時事評論員程翔估計，可能與劉進圖早前同意明報加入ICIJ調查中國共產黨高官海外資產的計劃有關，立法會議員梁國雄及陳偉業都同意這個說法。獨立媒體也在報導中提出「得罪中共高層」的可能性。
國際調查記者同盟表示，他們不知道有任何證據將這起攻擊與早前針對內地官員離岸公司的調查聯繫起來，但同時發表聲明譴責相關暴力行為，ICIJ總監Gerard Ryle表示ICIJ對曾與一位如此勇敢的編輯合作感到自豪。
中國官方媒體《環球時報》就此次事件發表社評，首先先譴責針對香港傳媒人的殘暴行為，但同時批評有人「在未捉到兇徒前，暗示某些人或某些力量是謀劃者，是高度不負責任的行為」，又指有香港反對派人士把案件與明報之前報道掛鈎，乃是毫無根據地作出結論。

### 對新聞自由被壓制的擔心
在案件發生後，一些香港記者發出了警告，稱來自中國大陸的政治和商業壓力正在逼迫香港新聞媒體在報道上做出妥協，並且有人擔心在極端情況下，記者可能會像劉進圖那樣，成為身體攻擊的目標。
公民黨立法會議員毛孟靜認為，兇徒明顯有備而來，無論人物、事件或環境都太巧合，令人擔心這是對新聞界的重大警號，若新聞工作者再不聽話，就會以暴力「招呼」。

## 拘捕及判刑
事件中總共有11人被捕，全部均為香港本地居民。2名嫌疑人在廣東東莞落網，其餘7人在星期三（3月12日）於香港境內被捕，該7人涉及襲擊前後的部分犯罪勾當，有黑社會背景。警務處處長曾偉雄在記者會中表示，相信他們是受聘行兇。3月13日，警方在凌晨再拘捕1男1女。3月17日，兩名主犯被引渡到香港。
2015年8月21日，經審判後，2名被告（葉劍華和黃志華）因兩項盜竊罪及意圖導致他人身體受嚴重傷害罪罪成，被香港高等法院法官各判處入獄19年。2019年2月27日，高等法院上訴庭頒下判詞，拒絕2名被告的上訴。同時強調本案令人髮指，認為判決恰當。